# 夏咲き娘
「夏咲き娘」（なつさきむすめ）は、堀ちえみの19枚目のシングル。1986年7月14日にキャニオン・レコードよりリリースされた。

## 解説・エピソード
- シングルレコードには特典で、コンサート（1986年8月22日大阪城野外音楽堂）終了後の握手会の"握手券"が封入されていた。（握手会のみに参加することもできた）
- 1986年7月2日、フジテレビ系の生放送歌謡番組『夜のヒットスタジオ』で堀が披露した際、歌唱中終わり間際の場面で、突然号泣してしまうというシーンが有った。伴奏終了直後、当番組司会の芳村真理と古舘伊知郎の二人が、堀に駆け寄って「どうした、どうした？ちえみちゃん。どうしたの？（歌詞）間違えた?? じゃないの…大丈夫？どうしちゃったのかなあ？と思ったの。怖かったの、何か??」等と心配していたが、堀自ら「何でもない、済みません。大丈夫です、緊張して…」と涙ながらに謝罪。吉村は「泣いちゃって、緊張しちゃったのね。ハイ大丈夫、大丈夫。ホラ、折角今日こんな（衣装）可愛いんだから、震えてどうしたの？はいはい、行きましょう。ハーイ、大丈夫かな??」と堀をフォローし続けステージから移動させ、ほか当番組共演の歌手達も堀を気遣いながら見守っていた。
  - 後に堀はこのハプニングについて、当時作曲家・後藤次利（同曲B面『悪い夏』の作曲担当者でもある）と不倫疑惑の関係について、週刊誌に報じられた事に動揺してしまい、落ち着いてこの曲を歌えなくなった、と語っている（CD-BOXブックレットにて）。
- 翌1987年に堀は芸能界を一時引退するも、のち歌手活動復帰後のコンサートにて選曲されている。

## 収録曲
1. 夏咲き娘
  - 作詞：三浦徳子／作曲：白井良明／編曲：Light House Project
2. 悪い夏
  - 作詞：売野雅勇／作曲：後藤次利／編曲：LightHouse Project